# Comuna Vorța, Hunedoara
Vorța (în maghiară: Vorca, în germană: Wartsdorf, Vortza) este o comună în județul Hunedoara, Transilvania, România, formată din satele Certeju de Jos, Coaja, Dumești, Luncșoara, Valea Poienii, Visca și Vorța (reședința).

## Demografie
Componența etnică a comunei Vorța
     Români (93,18%)
     Alte etnii (0,4%)
     Necunoscută (6,42%)
Componența confesională a comunei Vorța
     Ortodocși (78,34%)
     Penticostali (13,37%)
     Alte religii (1,74%)
     Necunoscută (6,55%)
Conform recensământului efectuat în 2021, populația comunei Vorța se ridică la 748 de locuitori, în scădere față de recensământul anterior din 2011, când fuseseră înregistrați 876 de locuitori. Majoritatea locuitorilor sunt români (93,18%), iar pentru 6,42% nu se cunoaște apartenența etnică. Din punct de vedere confesional, majoritatea locuitorilor sunt ortodocși (78,34%), cu o minoritate de penticostali (13,37%), iar pentru 6,55% nu se cunoaște apartenența confesională.

## Politică și administrație
Comuna Vorța este administrată de un primar și un consiliu local compus din 9 consilieri. Primarul, Flavius-Eduard Benea[*], de la Partidul Social Democrat, este în funcție din 1 noiembrie 2024. Începând cu alegerile locale din 2024, consiliul local are următoarea componență pe partide politice:
|  | Partid                    | Consilieri | Componența Consiliului | Componența Consiliului | Componența Consiliului | Componența Consiliului |
|  | ------------------------- | ---------- | ---------------------- | ---------------------- | ---------------------- | ---------------------- |
|  | Partidul Social Democrat  | 4          |                        |                        |                        |                        |
|  | Partidul Național Liberal | 4          |                        |                        |                        |                        |
|  | Partidul PRO România      | 1          |                        |                        |                        |                        |

## Atracții turistice
- Biserica de lemn "Sfinții Arhangheli Mihail și Gavril" din satul Luncșoara, construcție secolul al XVIII-lea
- Biserica de lemn "Sfântul Ioan Botezătorul" din satul Valea Poienii, construcție 1920
- Biserica de lemn "Sfântul Mare Mucenic Gheorghe" din satul Visca, construcție 1764
- Biserica de lemn "Sfântul Nicolae" din satul Vorța, construcție secolul al XIX-lea